# Mike Zimmer
Mike Zimmer (Peoria, 5 giugno 1956) è un allenatore di football americano statunitense ex capo allenatore dei Minnesota Vikings e attualmente 
coordinatore difensivo per i Dallas Cowboys della National Football League (NFL). In precedenza è stato il coordinatore difensivo dei Cincinnati Bengals, degli Atlanta Falcons. Con i Cowboys vinse il Super Bowl XXX come allenatore dei defensive back.

## Carriera universitaria
Dopo aver chiuso prematuramente la propria carriera da giocatore nel 1976 a seguito di un infortunio al collo, Zimmer ottenne il suo primo incarico da allenatore nel biennio 1979-80 presso l'Università del Missouri, che gli affidò il ruolo di assistente difensivo. In seguito si trasferì al Weber State College, presso il quale dal 1981 al 1988 ricoprì il ruolo di allenatore degli inside linebacker, al quale abbinò anche quello di coordinatore difensivo a partire dal 1983 e quello di allenatore dei defensive back a partire dal 1985. Fu quindi allenatore dei defensive back e coordinatore difensivo dei Washington State Cougars dal 1989 al 1993, quest'ultimo anno in cui sotto la sua direzione la difesa si classificò a livello nazionale 8ª in total defense e 2ª in rushing defense.

## Carriera come allenatore nella NFL

### Dallas Cowboys
Zimmer iniziò la sua carriera come allenatore nella NFL nel 1994 dopo esser stato chiamato da Barry Switzer a ricoprire il ruolo di assistente allenatore presso i blasonati Dallas Cowboys. L'anno seguente fu promosso ad allenatore dei defensive back ruolo che ricoprì sino al 1999, e proprio nel 1995 arrivò il trionfo al Super Bowl XXX. Per le sue capacità mostrate nel corso di questo quinquennio, Zimmer venne in seguito promosso al ruolo di coordinatore difensivo ruolo nel quale singolarmente resistette a ben 3 cambi di panchina (Chan Gailey, Dave Campo e Bill Parcells), ottenendo ottimi risultati nel 2003, anno cui con una veloce difesa 4-3 aiutò i Cowboys ad ottenere il primato di lega per minor numero di yard concesse. Al termine dello stesso anno fu inoltre vicino ad ottenere il ruolo di capo allenatore presso l'Università del Nebraska, che alla fine gli preferì tuttavia l'ex capo allenatore degli Oakland Raiders Bill Callahan. Due anni più tardi, con l'arrivo a Dallas di Parcells, Zimmer passò alla difesa 3-4 pur non avendo mai implementato in precedenza tale schema difensivo nelle squadre precedentemente allenate.

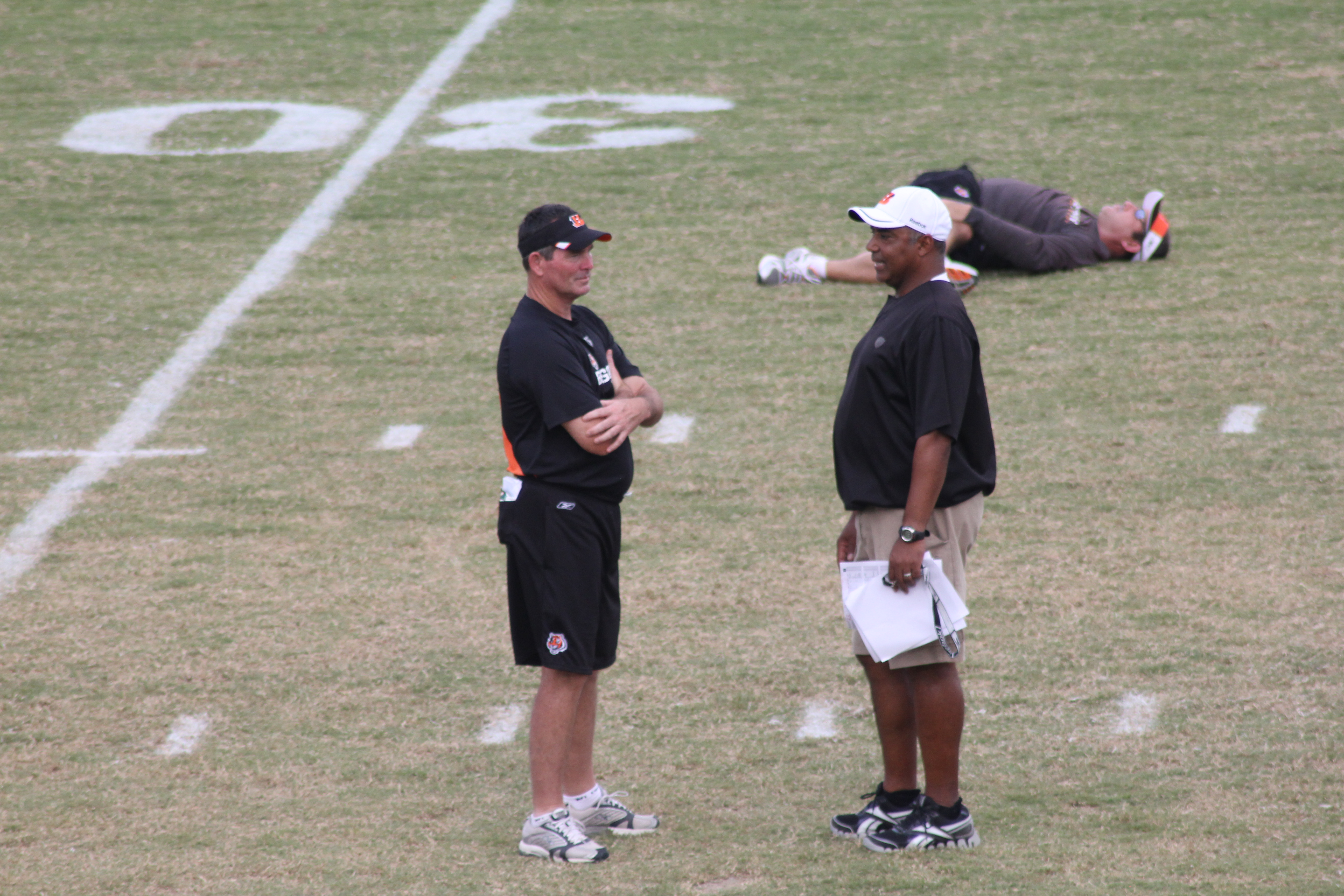
Zimmer a colloquio con il capo allenatore dei Bengals Marvin Lewis durante il training camp 2011.

### Atlanta Falcons
Chiusa nel 2006 la lunga parentesi ai Cowboys, già nel 2007 Zimmer si vide offrire il ruolo di coordinatore difensivo da Bobby Petrino, neo capo allenatore degli Atlanta Falcons. Ad Atlanta rimase però una sola stagione a causa delle improvvise dimissioni di Petrino dopo solo 13 gare, a seguito delle quali quest'ultimo tornò al football collegiale per allenare gli Arkansas Razorbacks.

### Cincinnati Bengals

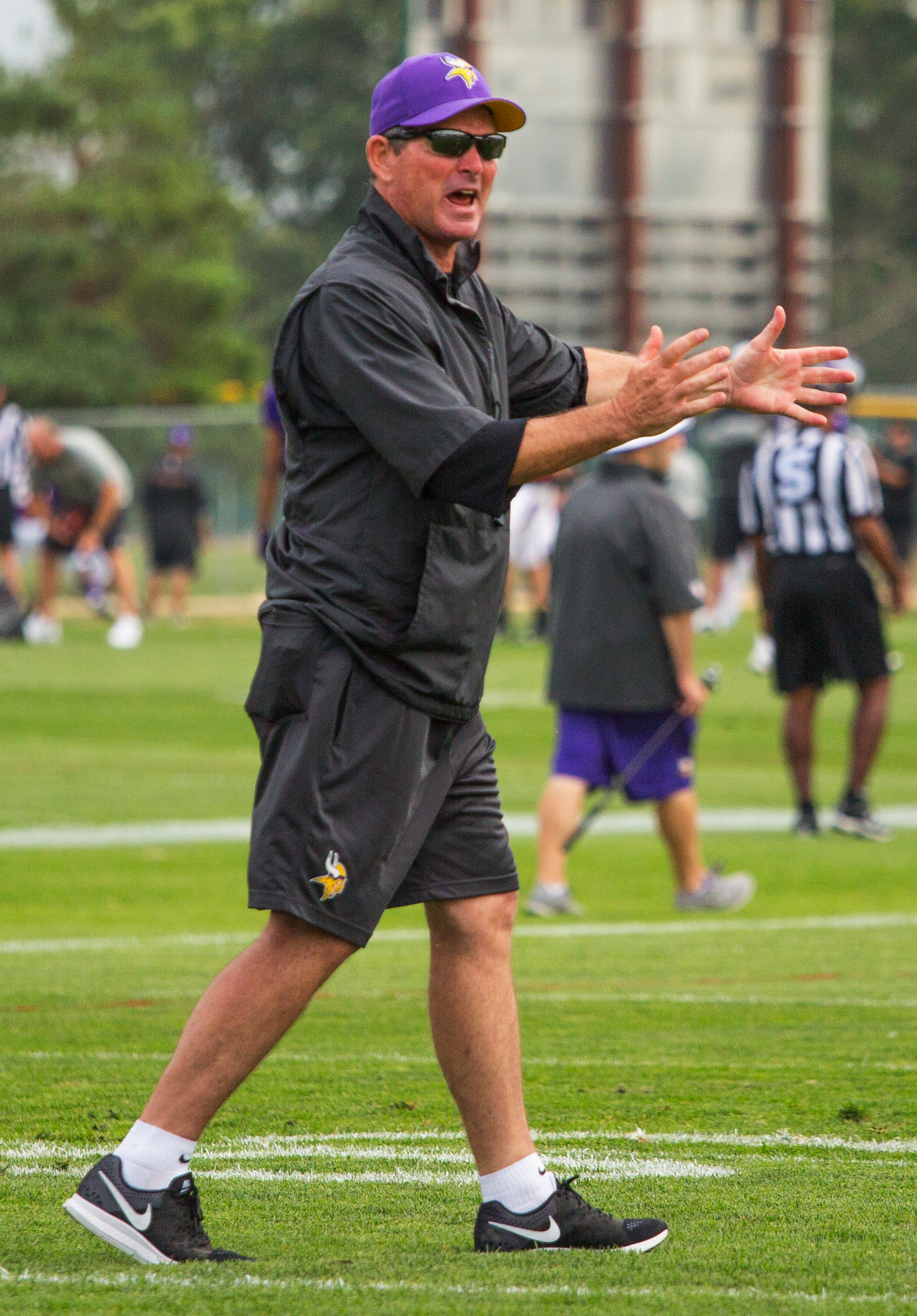
Zimmer nel 2014 durante il suo primo training camp da allenatore dei Vikings.

Il 15 gennaio 2008, Zimmer fu ingaggiato dai Cincinnati Bengals come coordinatore difensivo. L'anno seguente fu premiato da Pro Football Writers of America/Pro Football Weekly come Assistente Allenatore dell'Anno della NFL dopo aver guidato la difesa dei Bengals al 4º posto di lega in total defense. Nel 2011 la difesa dei Bengals chiuse ancora nella Top 10 della NFL, rispettivamente al 7º posto per minor numero di yard concesse e al 9º posto per il minor numero di punti concessi, risultati ambedue migliorati nel 2012 quando chiusero rispettivamente al 6º ed 8º posto. L'ottimo curriculum di Zimmer convinse quindi i Cleveland Browns a sostenere un colloquio con il coordinatore dei Bengals per il loro ruolo di capo allenatore, preferendogli però alla fine Rob Chudzinski. L'anno seguente dopo un'altra stagione regolare degna di nota da parte della difesa di Cincinnati (che dovette tra l'altro fare i conti per buona parte dell'anno con assenze importanti come quelle di Geno Atkins e Leon Hall) a Zimmer furono interessate altre due franchigie in cerca di un capo allenatore dopo gli esoneri di fine stagione: i Tennessee Titans, che alla fine scelsero Ken Whisenhunt, ed i Minnesota Vikings.

### Minnesota Vikings

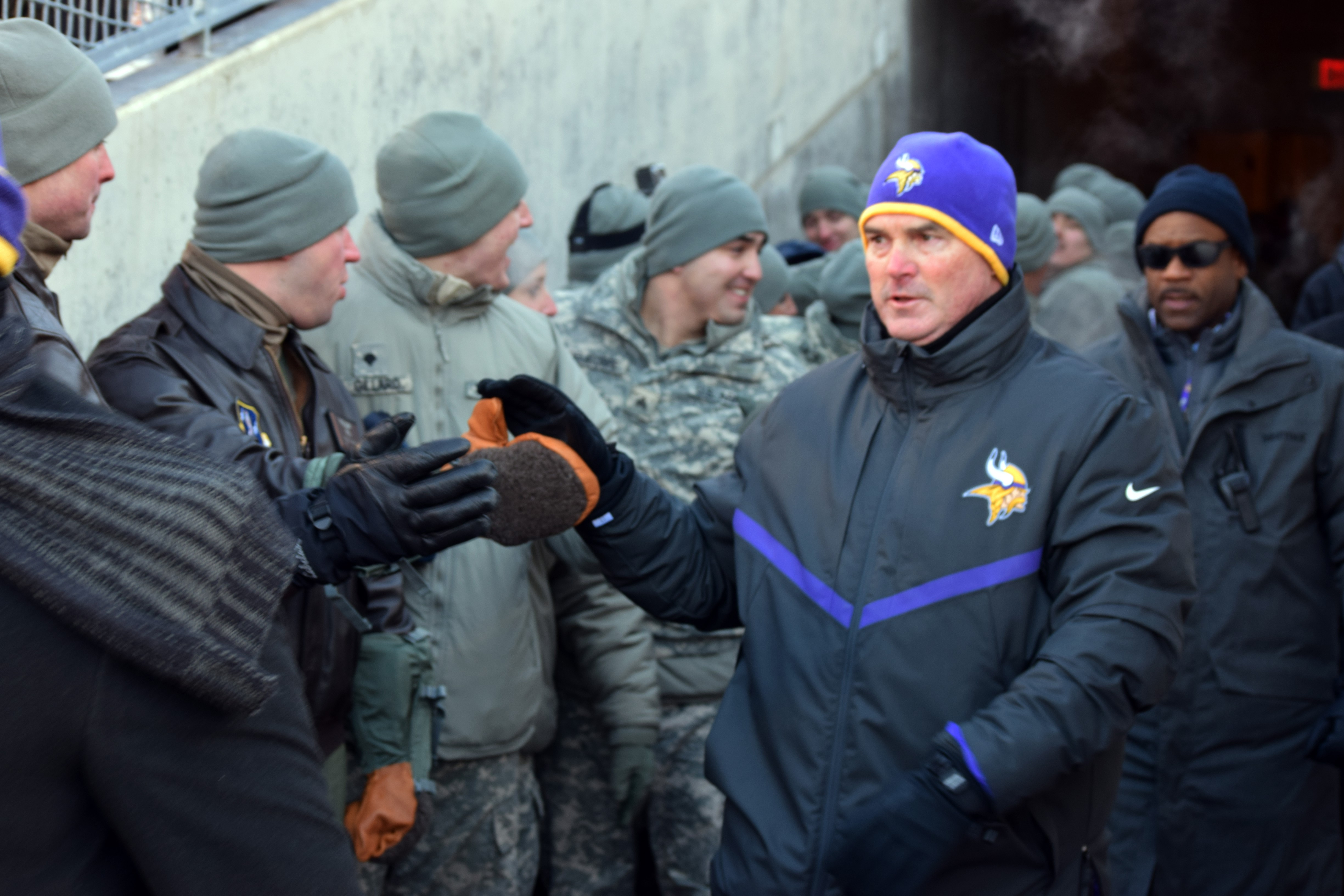
Zimmer durante l'entrata in campo nell'NFC Wild Card Game del 2015.

Il 15 gennaio 2014 Zimmer divenne il 9º allenatore (10ª gestione) nella storia dei Minnesota Vikings, ottenendo quindi il primo incarico in carriera come capo allenatore.
Nella prima stagione alla guida dei Vikings, Zimmer assieme al general manager Rick Spielman apportò numerose modifiche al roster che nella stagione precedente era stato tra i peggiori della lega, soprattutto in difesa, dove egli scelse nella free agency tra gli altri Linval Joseph, Captain Munnerlyn, Tom Johnson ed al Draft, con la 9ª assoluta, il rookie Anthony Barr. Questi innesti e l'abilità di Zimmer, riconosciuto come una delle migliori menti difensive della lega, permisero alla difesa dei Vikings di risultare al termine della stagione come la più migliorata della NFL, passando dal 31º posto in total defense al 14º, migliorando in maniera sensibile in particolare in passing defense dove era solo 31ª nel 2013 e dove invece risultò poi 7ª la stagione successiva. Il record finale della squadra di 7-9, per un capo allenatore al debutto, fu il migliore nella storia della franchigia dal 1992, anno in cui Dennis Green con un record di 11-5 vinse il titolo divisionale uscendo poi ai playoff. Tale record, frutto di vittorie maturate esclusivamente contro squadre dal record finale inferiore a quello dei Vikings, in particolar modo quasi tutte extra-divisionali datosi che negli scontri interni alla NFC North i Vikings riuscirono a battere solo una volta i Chicago Bears nell'ultimo incontro stagionale, relegò i Vikings al 3º posto nell'ambito della NFC North e più in generale al 21º nell'ambito dell'intera lega. 
L'anno seguente Zimmer, guidando i suoi ad un record di 11-5, conquistò il suo primo titolo divisionale da capo allenatore, uscendo tuttavia immediatamente ai playoff nel turno di NFC Wild Card, sconfitto in un gelido TCF Bank Stadium 10-9 dai Seattle Seahawks. Dopo una stagione interlocutoria chiusa col record di 8-8, nel 2017 conquistò il suo secondo titolo divisionale con un record di 13-3, il secondo migliore nella storia della franchigia dopo il 15-1 registrato dai Vikings nel 1998. Ai playoff Minnesota sconfisse in casa i New Orleans Saints 24-29 con un rocambolesco touchdown maturato nel finale della gara immediatamente ribattezzata Minneapolis Miracle, ma venne sconfitta in maniera netta dai Philadelphia Eagles per 38-7 nell'NFC Championship, mancando così l'appuntamento col quinto Super Bowl nella storia della franchigia, gara che tra l'altro avrebbe avuto luogo due settimane più tardi proprio allo U.S. Bank Stadium, casa dei Vikings.

## Vittorie e premi

### Franchigia
- Super Bowl : 1

Dallas Cowboys: Super Bowl XXX come allenatore dei defensive back
- National Football Conference Championship: 1

Dallas Cowboys: 1995 come allenatore dei defensive back
- NFC North division: 2

Minnesota Vikings: 2015, 2017
- NFC East division: 4

Dallas Cowboys: 1994, 1995, 1996, 1998 come allenatore dei defensive back
- AFC North division: 2

Cincinnati Bengals: 2009, 2013 come coordinatore difensivo

### Individuale
- PFWA/PFW Assistente allenatore dell'anno della NFL: 1

2009

## Record come capo allenatore
| Squadra | Anno   | Stagione regolare | Stagione regolare | Stagione regolare | Stagione regolare | Stagione regolare | Playoff | Playoff | Playoff    | Playoff                                                      |
| Squadra | Anno   | Vinte             | Perse             | Pareggiate        | % Vittorie        | Posizione         | Vinte   | Perse   | % Vittorie | Risultato                                                    |
| ------- | ------ | ----------------- | ----------------- | ----------------- | ----------------- | ----------------- | ------- | ------- | ---------- | ------------------------------------------------------------ |
| MIN     | 2014   | 7                 | 9                 | 0                 | 43,8              | 3º NFC North      | -       | -       | -          | -                                                            |
| MIN     | 2015   | 11                | 5                 | 0                 | 68,8              | 1º NFC North      | 0       | 1       | 0,0        | Sconfitto dai Seattle Seahawks nell'NFC Wild Card Game       |
| MIN     | 2016   | 8                 | 8                 | 0                 | 50,0              | 3º NFC North      | -       | -       | -          | -                                                            |
| MIN     | 2017   | 13                | 3                 | 0                 | 81,3              | 1º NFC North      | 1       | 1       | 50,0       | Sconfitto dai Philadelphia Eagles nell'NFC Championship Game |
| MIN     | 2018   | 8                 | 7                 | 1                 | 53,1              | 2º NFC North      | -       | -       | -          | -                                                            |
| MIN     | 2019   | 10                | 6                 | 0                 | 62,5              | 2º NFC North      | 1       | 1       | 50,0       | Sconfitto dai San Francisco 49ers nel Divisional Game        |
| MIN     | 2020   | 7                 | 9                 | 0                 | 43,8              | 3º NFC North      | -       | -       | -          | -                                                            |
| MIN     | 2021   | 8                 | 9                 | 0                 | 47,1              | 2º NFC North      | -       | -       | -          | -                                                            |
| Totale  | Totale | 72                | 56                | 1                 | 56,2              |                   | 2       | 3       | 40,0       |                                                              |

## Vita privata
Zimmer ha tre figli Adam, Corri e Marki avuti dal matrimonio con Vikki, di due anni più giovane di lui, morta prematuramente all'età di 50 anni l'8 ottobre 2009.
Il figlio Adam morì all'improvviso il 31 ottobre 2022.